# 米德韋 (北卡羅萊納州)
米德韋（英語：Midway）是一個位於美國北卡羅萊納州戴維森縣的城鎮。

## 人口
根據2020年美國人口普查的數據，米德韋的面積為20.20平方千米，皆為陸地。當地共有人口4742人，而人口密度為每平方千米235人。